# Mafrak (guvernorát)
Guvernorát Mafrak (arabsky محافظة المفرق) je jedním z jordánských guvernorátů, který leží severovýchodně od hlavního města Jordánska Ammánu. Podle odhadů z roku 2010 zde žilo 287 300 obyvatel, což činilo 4,5 % celkového počtu obyvatel Jordánska. Hlavním městem guvernorátu je město Mafrak, které je známé svými vojenskými základnami.

## Poloha
Guvernorát se nachází ve východní části Jordánska. Je jediným jordánským guvernorátem, který má hranice se třemi státy: na východě s Irákem, na severu se Sýrii a na jihu se Saúdskou Arábií. Na západě sousedí s guvernoráty Irbid a Džaraš a na jihu s guvernorátem Zarká.
Guvernorát Mafrak zaujímá druhou největší rozlohu v Jordánsku, ale zároveň druhou nejmenší hustotu zalidnění (po guvernorátu Ma'án). Východní oblast je součástí neúrodné Syrské pouště.

## Obyvatelstvo
Podle sčítání lidu z roku 2004 žilo v guvernorátu Mafrak 244 188 obyvatel, z čehož žilo 30 % ve městech a 70 % na venkově. Jordánští občané tvořili přibližně 94 % obyvatelstva. V letech 2011 a 2012 imigrovalo v důsledku občanské války v Sýrii do Jordánska více než 180 000 syrských uprchlíků, kteří se většinou usadili v guvernorátu Mafrak nebo Irbid. V červenci 2012 byl v guvernorátu otevřen uprchlický tábor Zátarí.
| Obyvatelstvo v guvernorátu Mafrak    | Census z roku 2004 | Odhad z roku 2011  |
| ------------------------------------ | ------------------ | ------------------ |
| Poměr žen a mužů                     | 48 % ku 52 %       | 48,18 % ku 51,82 % |
| Poměr jordánských obyvatel a cizinců | 93,9 % ku 6,1      | -                  |
| Městské obyvatelstvo                 | 30 %               | 39,2 %             |
| Venkovské obyvatelstvo               | 70 %               | 60,8 %             |
| Celkový počet obyvatel               | 244 188            | 293 700            |